# Luyang-Akademie
Die Luyang-Akademie (chinesisch 廬陽書院 / 庐阳书院, Pinyin Lúyáng shūyuàn, W.-G. Lu-yang shu-yüan) in der Provinz Anhui war eine neokonfuzianische Akademie in der Zeit der Qing-Dynastie. Sie befand sich in der Präfektur Luzhou (庐州), dem heutigen Hefei. Die Akademie wurde 1705 vom Präfekten Zhang Chunxiu (张纯修, 1647–1706) in der Guangming-Gasse (光明巷) im Südwest-Quadranten des damaligen Stadtgebiets – heute der Stadtbezirk Luyang – gegründet.
Ihr ursprünglicher Name war Hengqu Shuyuan 橫渠書院/横渠书院. An ihr wurden „die für die Prüfungen relevanten Texte“ der Cheng-Zhu-Schule gelehrt. Fang Dongshu (1772–1851) war einer ihrer Vorsteher. Ma Ruichen (1782–1853) lehrte an ihr.
Die Schule finanzierte sich ursprünglich durch Spenden. Im Jahr 1749 wurde ihr von der Präfektur ein Stück Schilfmarsch zugeteilt, aus dem sie durch Verpachtung an Schilfmattenweber 13,8 kg Silber pro Jahr einnahm. Durch Spenden konnte im folgenden Jahr noch Ackerland dazugekauft werden, das ebenfalls verpachtet wurde. 1902 wurde die konfuzianische Schule in ein reguläres Gymnasium umgewandelt. Der Name änderte sich mehrmals („Luzhou-Gymnasium“, „Staatliches Gymnasium der Präfektur Luzhou“ etc.), seit dem Beginn des neuen Schuljahrs im Herbst 1952 heißt die Schule „1. Städtisches Gymnasium von Hefei“ (合肥市第一中学).
Ab 2017 wurde die Akademie im Drei-Reiche-Park (三国新城遗址公园) am Westufer des Dongpu-Speichersees im alten Stil nachgebaut. Im Frühjahr 2019 wurde die Attraktion offiziell eröffnet.